# Conus umbgrovei
Espèce
Conus umbgrovei est une espèce fossile de mollusques gastéropodes marins de la famille des Conidae.

## Classification
L'espèce Conus umbgrovei a été décrite pour la première fois en 1933 par le géologue et paléontologiste germano-néerlandais Johann Karl Ludwig Martin (d) (1851-1942) dans « Leidsche Geologische Mededeelingen »,.

## Publication originale
- [1933] (de) Johann Karl Ludwig Martin, « Eine neue tertiäre Molluskenfauna aus dem Indischen Archipel », Leidsche Geologische Mededeelingen, vol. 6, no 1,‎ 1933, p. 7-32, 5 pls.